# イリノイ大学ウィラード空港
イリノイ大学ウィラード空港（イリノイだいがくウィラードくうこう）(IATA: CMI, ICAO: KCMI, FAA LID: CMI) は、アメリカ合衆国イリノイ州シャンペーン郡トロノ郡区のサボイ村南部に存在する空港。イリノイ大学アーバナ・シャンペーン校が所有および運営する空港で、イリノイ大学の元学長アーサー・カッツ・ウィラードにちなんで名付けられた。

本空港の面積は7.28 km2で、3本の滑走路を持つ。
この空港はシャンペーン郡内で年間合計74,325,994ドルの経済効果があり、年間559.2FTEの雇用を直接的または間接的に創出している。

## 歴史
この空港は1945年10月26日に開港し、定期便の運行は1954年に始まった。
1960年に建てられたターミナルビルは、現在のターミナルが1987年に完成するまで使用されていた。
1963年と1969年には本空港がイリノイ州で2番目に混雑する空港となった。
2014年まで、空港には研究機関とパイロット養成機関を兼ねたイリノイ大学航空研究所の拠点であった。
大学評議会は、入学した学生が学習を完了できるようにするが、機関を閉鎖すると投票によって2011年に決定した。
2013年、大学は機関のパイロット養成機能を地元のコミュニティ・カレッジであるパークランドカレッジに移譲することに合意した。
大学は引き続き空港を運営しており、その運営に対して年間433,000ドルの助成金を提供している。
本空港のトラフィック

は2005年から2013年にかけて大幅に減少した。
FAAが発表したデータによると、2005年の旅客搭乗数が132,077名であるのに対し2013年は84,853名であった。
TRACONによる管制とタワーによる管制を合わせた総管制回数も、2005年の123,341回に対し2013年には54,653回まで減少した。
2013年、本空港は政府の統計で定時到着率が320空港中285位に位置付けられた。
2013年1月から2014年11月にかけては、4便に1回の割合で15分以上の遅延もしくは欠航が発生した。

### 事件・事故・インシデント
1998年1月21日、ビル・クリントン大統領の搭乗するエアフォースワンが本空港で立ち往生し、SAM 26000が予備機として派遣された。

## 就航路線

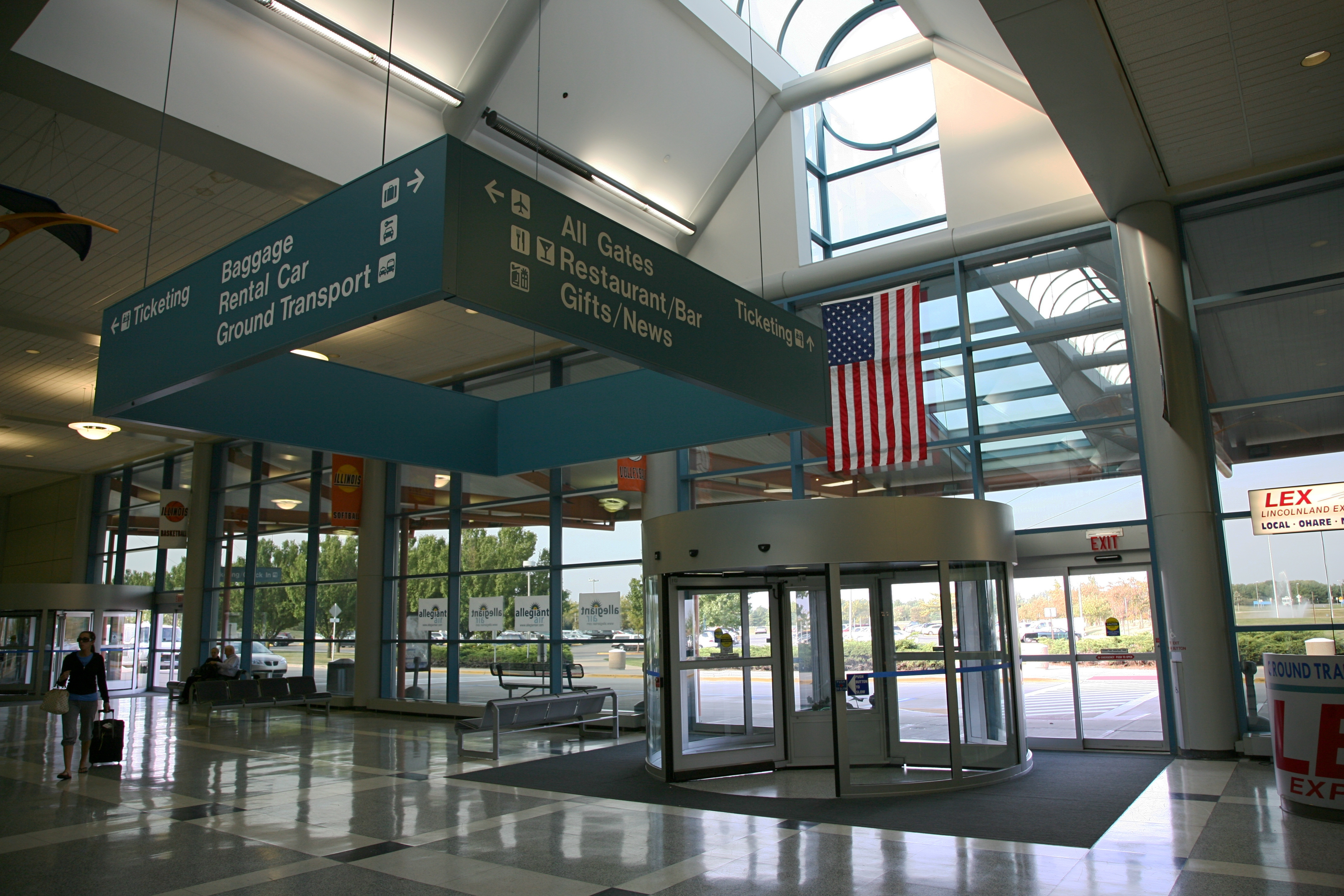
ウィラード空港のターミナルビル

2010年8月31日にデルタ航空が本空港への便を廃止した。
2012年1月6日、ビジョン航空も3週間運行していた本空港への便を廃止した。
2018年9月5日には、ユナイテッド航空も1年間運行していた本空港への便を終了した。

### 国内線
- アメリカン航空[16]
  - シャーロット・ダグラス国際空港
  - シカゴ・オヘア国際空港
  - ダラス・フォートワース国際空港